# Where Eagles Dare (canção)
Where Eagles Dare é uma canção da banda de heavy metal britânica Iron Maiden, presente no álbum Piece of Mind de 1983. A música é inspirada no romance de mesmo nome do escritor escocês Alistair Maclean (1922-1987). A obra Where Eagles Dare acabou virando um filme de guerra em 1968, com atuações de Clint Eastwood e Richard Burton.

## Formação
- Bruce Dickinson - vocal
- Dave Murray - guitarra
- Adrian Smith - guitarra
- Steve Harris - baixo
- Nicko McBrain - bateria